# Extrarradio

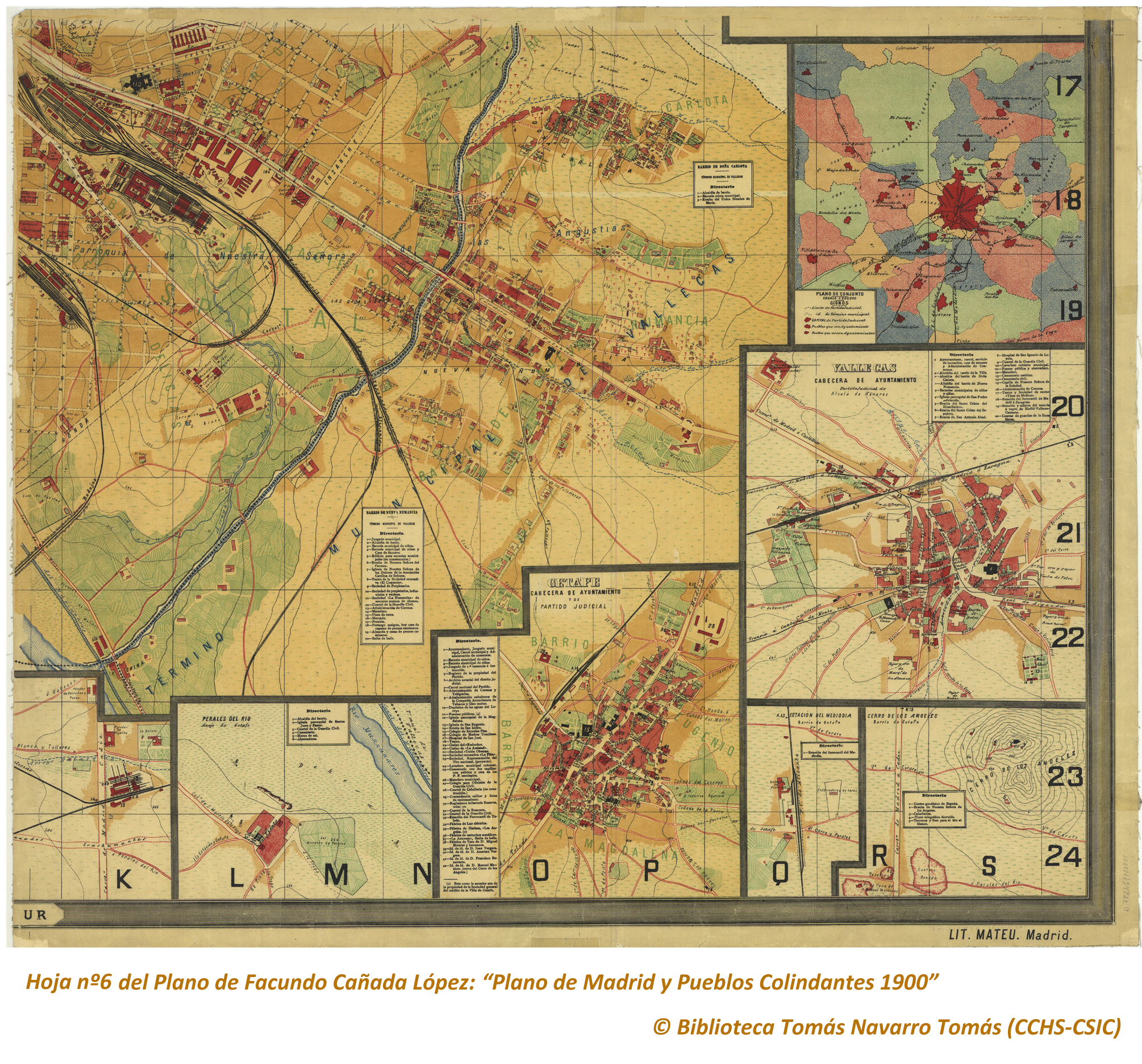
Vallecas y otras zonas del extrarradio de Madrid a comienzos del

Extrarradio o periferia urbana son términos de la geografía urbana, concretamente del estudio de la estructura urbana, con los que se designa al espacio urbano situado más allá del ensanche. Puede establecerse una distinción, en cuyo caso la periferia es el espacio más alejado del centro urbano y el extrarradio queda en una posición intermedia.
Sus características, dependiendo de las condiciones concretas de cada ciudad, determinan la intensidad de ocupación (baja en la ciudad jardín, alta en el hábitat colectivo) y la disposición y mayor o menor presencia de distintos usos del suelo: residenciales (segregados en distintas categorías sociales, desde las urbanizaciones prestigiosas hasta las de clases medias, los barrios obreros o los núcleos chabolistas), comerciales (particularmente las grandes superficies que incluyen zonas de ocio y aparcamientos masivos), industriales (polígono industrial, industria pesada, parque tecnológico) o de transporte (instalaciones ferroviarias, aeropuertos, puertos, autopistas). En una típica disposición radial, incluirá zonas de espacio periurbano y se conectará con el área metropolitana.

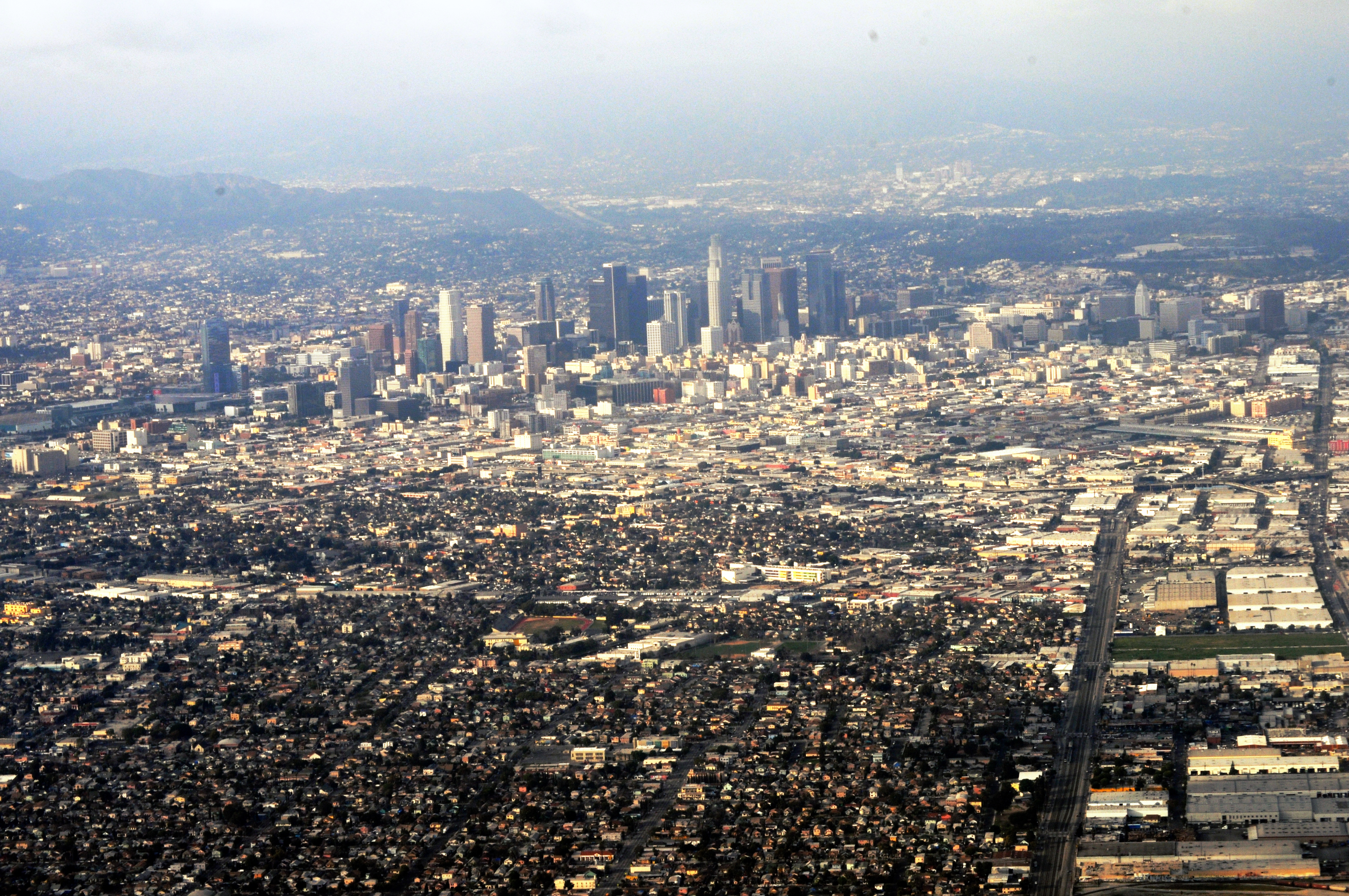
Los Ángeles.
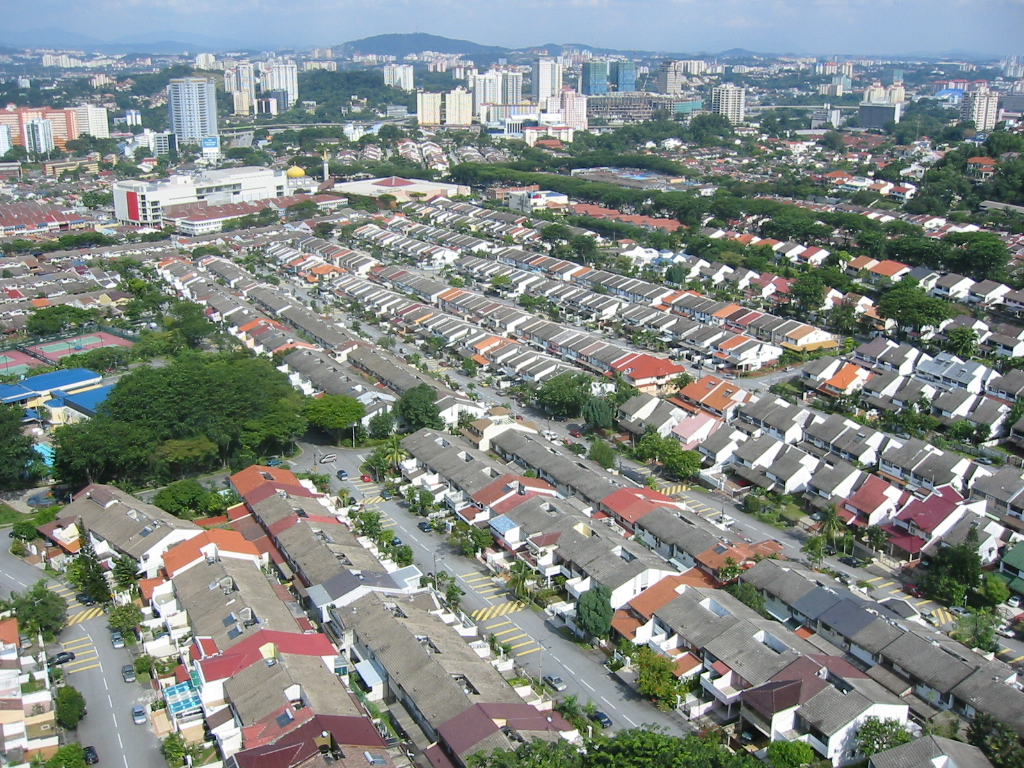
Bangsar, Kuala Lumpur.
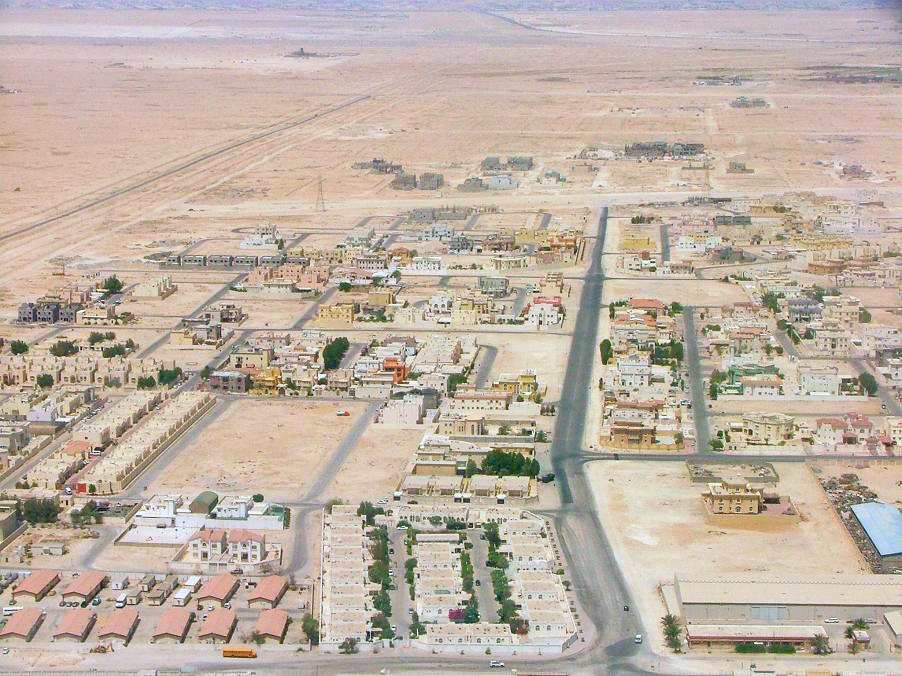
Doha.
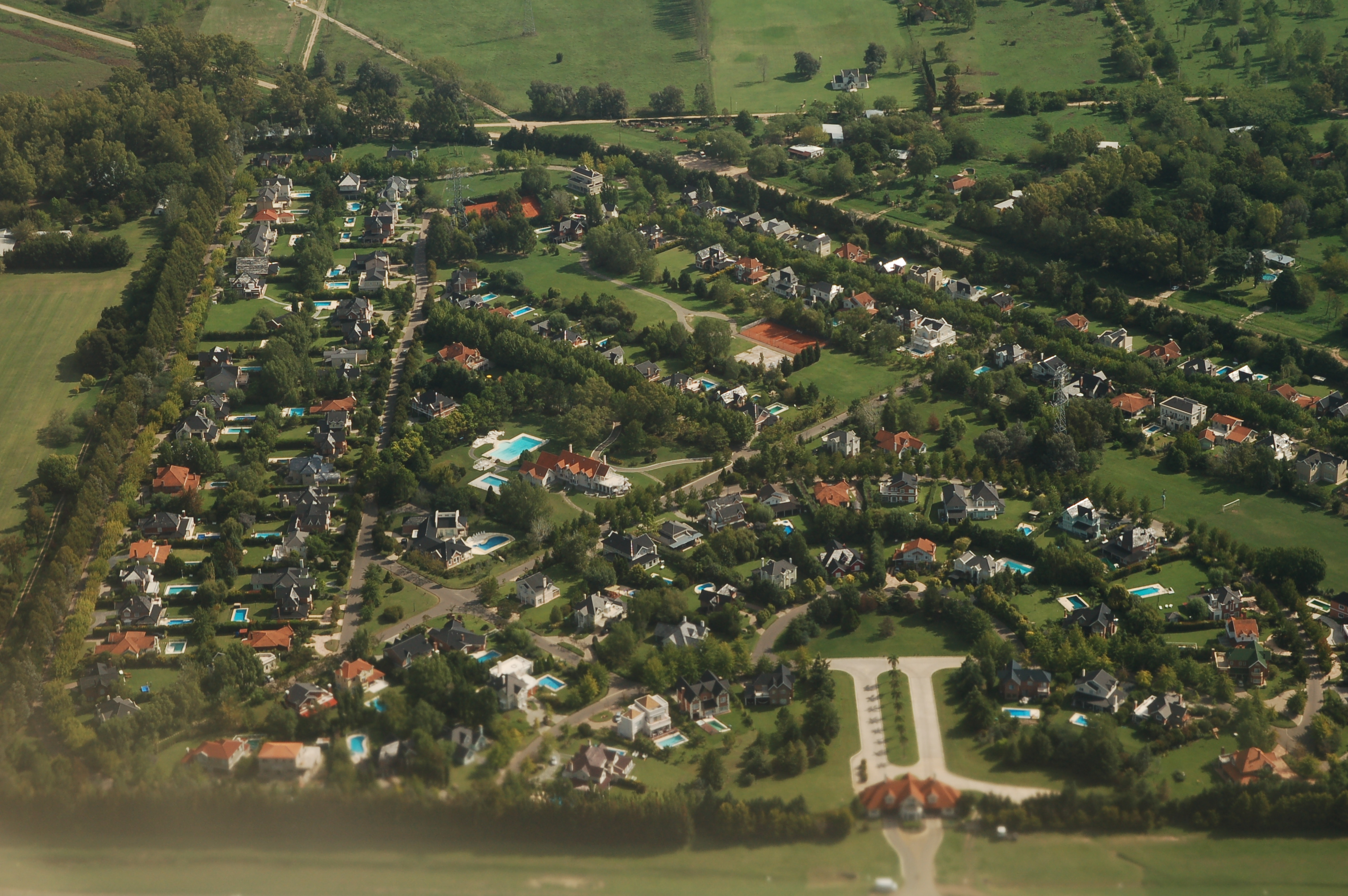
Ezeiza, Buenos Aires.